# Aubrieta
Aubrieta é um género botânico composto por cerca de 12 espécies de plantas perenes com flor da família das Brassicáceas. O género recebeu o seu nome em honra do pintor de flores francês Claude Aubriet. São originárias do sudeste da Europa até à Ásia Central, sendo actualmente muito usadas nos jardins europeus. É uma planta baixa, que se espalha profusamente pela superfície do solo. As suas flores são pequenas, de cor violeta, cor-de-rosa ou branco. O seu habitat preferencial é luminoso, rochoso,viscoso, com solo bem drenável. Tolera um vasto espectro de pH

## Espécies
- Aubrieta adans
- Aubrieta alba
- Aubrieta canescens
- Aubrieta columnae
- Aubrieta x cultorum
- Aubrieta deltoidea
- Aubrieta erubescens
- Aubrieta glabrescens
- Aubrieta gracilis
- Aubrieta libanotica
- Aubrieta olympica
- Aubrieta parviflora
- Aubrieta pinardii